# Oldenlandia apoensis
Oldenlandia apoensis är en måreväxtart som beskrevs av Adolph Daniel Edward Elmer. Oldenlandia apoensis ingår i släktet Oldenlandia och familjen måreväxter.
Artens utbredningsområde är Filippinerna. Inga underarter finns listade i Catalogue of Life.